# Кениън Сити (град, Орегон)
Кениън Сити (на английски: Canyon City) е град в окръг Грант, щата Орегон, САЩ. Кениън Сити е с население от 669 жители (2000) и обща площ от 3,6 km². Намира се на 973,5 m надморска височина. ЗИП кодът му е 97820, а телефонният му код е 541.